# ニコンの全天候カメラ製品一覧

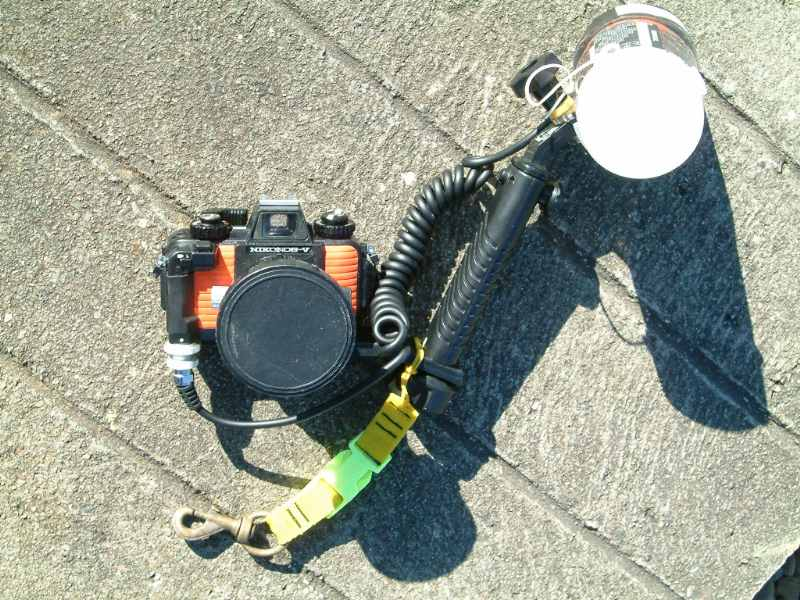
ニコノスV

ニコンの全天候カメラ製品一覧は、日本光学工業/ニコンの発売してきた銀塩フィルムを使う全天候カメラの一覧。生活防水ではなく、水中での撮影に対応したカメラ、つまり、ニコノス（NIKONOS ）シリーズを扱う。
小雨程度なら耐えられる防水機能、いわゆる生活防水機能を持つカメラは特に珍しくない。また本格的な水中撮影を可能とする防水ケースが用意されているカメラも古くからあり、日本光学工業でも1956年5月ニコンS2用に防水ケース「ニコンマリン」を発売していた。しかしカメラ本体で数十mの水深での撮影に耐えられるものは少なく、防水ケースも非常に嵩張りかつ重く、またカメラ操作や使用レンズにかなり制限がある。ニコンには50m防水と本格的な防水機能を持つレンズ交換式のカメラ「ニコノス」があり、悪天候時の取材や滝壺等の撮影、海辺やスキー場など屋外レジャーに利用され、ダイバーたちに愛用され、水中カメラのカテゴリーでは一時圧倒的なシェアを有していた、しかし、陸上と異なる水中環境ではカメラのフィルム交換が出来ず、フィルムによる多数枚撮影にはシステム上の制約が大きいため、撮影枚数の制限が緩やかなデジタルカメラの高性能化に伴い生産終了した。

## ニコノスシリーズ
135フィルムを使用し24×36mm（ライカ）判のレンズ交換式カメラ。水中撮影が可能なカメラとしては唯一といっていいシステムカメラであり、スピードライトや接写装置など豊富なアクセサリーが揃っていた。またニコン純正以外のアクセサリーも存在した。
現在ではすべての機種が生産終了から相当の年数を経過しているため、部品交換を必要とする修理は困難になっている。また、Oリングが経年劣化のため水中撮影能力がなくなっている個体が多い。

### ニコノスシリーズボディー
陸上でも使用可能なレンズが用意されており、水中に限らず全天候カメラとしての側面があった。しかしピント合わせは目測によるため、よほどの熟練者でも広角レンズ以外は使いにくい。
- ニコノス（1963年[6]8月[4]発売） - フランスの潜水用品メーカーであるラ・スピロテクニーク（La Spirotechnique ）の製造販売していた水陸両用カメラカリプソを原型としほぼそのまま[5]日本光学工業が自社製レンズを使う水中システムカメラとして製造したもの。強靱な金属外殻にプラスチックを真空含浸しマクロホールをふさぎ、Oリングを併用して6気圧防水を実現した。レンズマウント部を含めた楕円形の外殻に（レンズを外した状態の）カメラ本体を上から押し込むような構造で、再度レンズを外さないとフィルムの交換ができず、レンズを装着したまま無理に本体を押し上げようとするとボディ左右両端の爪を折ってしまう危険があるので注意が必要である[6]。シャッターもフォーカルプレーン式だが独自の構造のもので、巻き上げレバーもシャッターレリーズと両用だった。レンズは水陸両用のものと、水中専用のものが用意された。これは空気中と水中では収差の出かたが違い、水陸両用のレンズでは画面周辺部の画質に問題があったためである。メインのレンズはニコンS時代の35mmF2.5をリファインした水陸両用レンズ。ボディ内蔵のファインダーはこのレンズの陸上専用のもので、水中撮影時や、陸上でも他のレンズを使用する場合は、外付けのファインダーを使用する。呼称は当初単にニコノスであったがニコノスII発売に伴いニコノスIと呼ばれるようになった。カリプソとの違いはファインダーがアルバダ式になったこと[6]、貼り革が変更されたこと[6]、塗装が結晶塗装から艶あり黒色塗装に変わったことである[7]。製造番号は900000[7]または900001[8]からだが製造数ははっきりしない[7]。貼り革は当初「海底に落とした時に発見しやすいように」と白だったが、少数のみですぐ黒に変更されている[7]。
- ニコノスII（1968年8月発売[4]） - 巻き戻しノブが一般的な巻き戻しクランクに変更され[4]、フィルム圧板が蝶番式に可動となりフィルム装填が容易になった[4]等ニコノスIに若干の改造を加えたモデル。海外向けにはカリプソ/ニッコールIIと表記された個体がある。製造番号は950004から[8]。
- ニコノスIII（1975年6月発売[4]） - ニコノスIIまではフィルムの巻き上げを中判カメラのように巻き上げ角度を少しずつ調整する方式で行っていたが、通常の135フィルム使用カメラのようにフィルムのパーフォレーションとスプロケットギアで行う方式に改め、これによりフィルムのコマ間隔が均等になった[4][9]。シンクロソケットが変更されニコノスII以前用のフラッシュは使用できない[4]。ファインダーも従来のアルバダ式から採光式のブライトフレームに改められた[10]。また水陸両用の80mmF4用のフレームも設けられ、これはピント合わせ不要の山岳での使用者の要望に従ったためと見られるが、ニコノスIV-A以降のモデルには引き継がれなかった。これらの改良により若干横幅が広くなり軍艦部のデザインが変わったが、カリプソの設計が残っている最後のニコノスである。2002年までニコノスIV-Aとともに補修用のOリングがニコンの価格表に載っていた。製造番号は3100000から[8]。
- ニコノスIV-A（1980年7月発売[11][12]） - ユーザーから要望が多かったTTLの絞り優先AEを実現したモデル[11]。測光素子はSPD[11]。ファインダーもアイポイントが40mmと長い大型のものになり、35mmF2.5ならば水中でも使用可能になった[11]。ボディ構造は通常の裏蓋開閉式になり[11]、レンズを外さなくてもフィルム交換が可能になった。シャッターや巻き上げレバーも通常のフォーカルプレーンシャッターカメラと同じになった。シャッタースピードは1/30秒から1/1000秒の範囲で自動決定される絞り優先Aの他機械式マニュアルで1/90秒とBが可能[11]。デザインが一新され、先述のような操作性向上と相俟って一般ユーザーへの普及にも繋がった。機構面はニコンEMがベースであるとされる。電源はSR44×2[11]。製造番号は4100001から[10]。
- ニコノスV（1984年4月発売[12]） - ニコノスIV-AはAE専用機であったが、それにマニュアルを加えたもの[13]。またスピードライトのTTL調光が可能となった。ボディー色はオレンジとグリーンの2種類が用意された[13]。電源はSR44×2またはLR44×2またはCR-1/3N×1[14]。2001年10月まで販売されていた。

### ニコノスシリーズレンズ
- UWニッコール15mmF2.8（1972年6月発売、1975年8月マルチコート化） - 水中専用レンズ[9]。前面防水ガラスを含め5群9枚。アタッチメントはφ84mmねじ込み。最短撮影距離0.3m[9]。
- UWニッコール15mmF2.8N（1982年10月発売） - 水中専用レンズ。
- UWニッコール20mmF2.8（1985年7月発売） - 水中専用レンズ。
- LWニッコール28mmF2.8（1983年9月発売[8]） - 陸上専用レンズ。5群5枚。アタッチメントはφ52mmねじ込み。最短撮影距離0.5m。耐圧性能はないがOリングにて防滴はされており雨等では充分使える。レンズ光学系の設計はニコンレンズシリーズE28mmF2.8から流用された。操作はニコノス式の両側ノブではなく一般的な直進ヘリコイド式。
- UWニッコール28mmF3.5（1965年7月発売[4]、1976年8月マルチコート化） - 水中専用レンズ[9]。前面防水ガラスを含め5群6枚。アタッチメントはφ58mmねじ込み。最短撮影距離0.6m[9]。
- Wニッコール35mmF2.5（1963年8月発売、1976年7月マルチコート化） - 水陸両用レンズ。光学系はニコンSマウントから流用されたダブルガウス型で、前面防水ガラスを除き4群6枚[9][7]。アタッチメントはφ58mmねじ込み[9]。最短撮影距離0.8m[14][9]。
- ニッコール80mmF4（1969年4月発売、1976年8月マルチコート化） - 水陸両用レンズ[9]。前面防水ガラスを除き4群4枚。アタッチメントはφ58mmねじ込み。最短撮影距離0.8m[9]。

## ニコノスRS
世界で唯一の水中専用システム一眼レフカメラ。内蔵モータによる巻き上げ・巻き戻し、マルチパターン測光、動体予測機能付きのオートフォーカスなど、同時代の通常のオートフォーカス一眼レフの機能はひととおり備えている。水中専用となったが100メートル防水を実現した。

### ニコノスRSボディー
- ニコノスRS AF（1992年6月発売） - 従来のニコノスでは540～740gであるところボディー単体重量2,130gとニコンのカメラでもっとも重くなった。価格はニコノスVが7万3千円だった発売当時でボディー単体39万円と限定生産でないフィルムカメラとしては最高の価格のカメラとなったが、総販売台数は5,000台程度に終わり採算は合わなかったと言われている。1993年6月に「カメラグランプリ'93カメラ記者クラブ特別賞」を受賞する等圧倒的高性能な水中カメラとして注目されたが、その特殊性から発売当初軍事利用などへの懸念により戦略物資指定を受け、ココム規制により個人利用であっても海外持ち出し台数が制限された。こういった状況に加えてバブル崩壊後の不況が重なり、1996年8月ニコノスVに先立って製造が打ち切られてしまった。輸出貿易管理令政省令の改正により1996年9月13日規制対象品から外れたため、現在の持ち出しは自由である。なおベースとなったのはシャッターのスペック、使用電池からニコンF-601と思われる。

### ニコノスRS用レンズ
レンズは専用のR-UWマウントで、ニコノスIからニコノスVまでの一般ニコノスシリーズとの互換性はない。中のマウント部はニコンFマウントと機械寸法が同一になっているが、Fマウントカメラに使用することは出来ない。
- R-UW AFフィッシュアイニッコール13mmF2.8（1994年6月発売）
- R-UW AFニッコール18mmF2.8 - 11群14枚。水中専用設計ではあるがF16以上に絞り込めば陸上での撮影も可能。
- R-UW AFニッコール28mmF2.8（1992年6月発売）
- R-UW AFマイクロニッコール50mmF2.8（1992年6月発売） - 5群7枚。最短撮影距離0.17m。
- R-UW AFズームニッコール20-35mmF2.8（1992年6月発売）
- テレコンバーターTC-RS - 2xリア・テレコンバーター。

## 備考
- 2003年4月1日、サポート業務はニコンカメラ販売株式会社（2008年に「株式会社ニコンイメージングジャパン」社名変更）に移管されている。そのため、カタログでは同社が表に出るようになった。